# Hebardina gracilis
Hebardina gracilis är en kackerlacksart som först beskrevs av Brunner von Wattenwyl 1893.  Hebardina gracilis ingår i släktet Hebardina och familjen storkackerlackor. Inga underarter finns listade i Catalogue of Life.